# Hartigs Garten

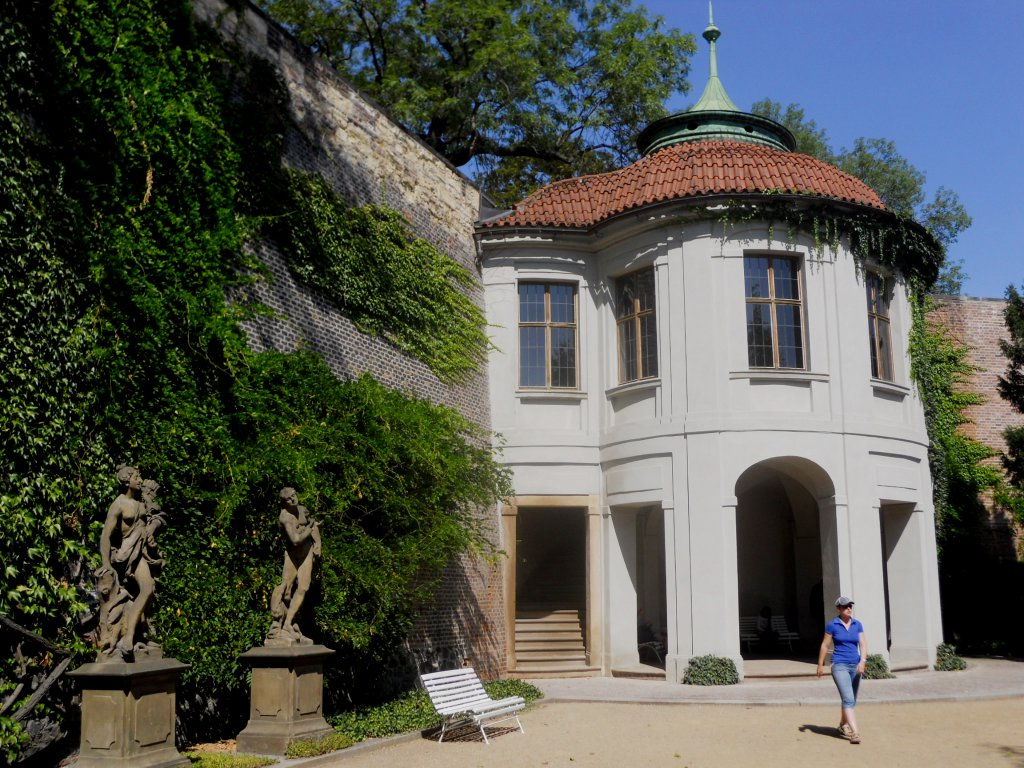
Hartigs Garten mit dem Musik-Pavillon

Hartigs Garten (tschechisch: Hartigovská zahrada) gehört zum Ensemble der Gärten der Prager Burg im Prager Stadtteil Kleinseite. Der Garten besteht aus zwei kleinen Terrassen und nimmt eine Fläche von 757 m² ein.
Der Garten, der früher zum Palais Hartig gehörte, wurde nach 1670 durch Isabela Švihovská angelegt; das Palais, ebenfalls um die Zeit gebaut, wurde 1720 durch den Grafen Ludwig Joseph von Hartig umgestaltet und später nach ihm benannt. Hartig erbaute auch den im Garten befindlichen Musikpavillon mit einer bemerkenswerten Innenstukkatur, in dem er, selbst ein Klavierspieler, Konzerte und andere musikalische Aufführungen veranstaltete.
Das heutige Aussehen stammt aus 1965 und geht auf Entwürfe der Architekten Adolf Benš und Richard Podzemný zurück. 2007 kam es zu einer Rekonstruktion.